# ジャスティン・ヒューバー
ジャスティン・パトリック・ヒューバー（Justin Patrick Huber, 1982年7月1日 - ）は、オーストラリア連邦ビクトリア州メルボルン出身の元プロ野球選手（内野手）。

## 経歴

### プロ入り前
12歳で野球を始める。ビクトリア州のBeacon Hill College High School を卒業した。

### プロ入りとメッツ傘下時代
2000年にニューヨーク・メッツと契約してアメリカ合衆国に渡る。
2004年には、8月開催のアテネ五輪に出場するオーストラリア代表に名を連ねていたが、直前にひざを怪我したため辞退した。「ひざが反対に曲がっているのが分かった。1週間後には五輪に向けて出発する予定だったのに」と悔しがった。

### ロイヤルズ時代
2004年7月末にトレードでカンザスシティ・ロイヤルズへ移籍。
2005年6月21日にメジャーデビューを果たした。同年は、25試合に出場した。
2006年開幕前の3月に開催された第1回ワールド・ベースボール・クラシック(WBC)のオーストラリア代表に選出された。この大会では、1次リーグ全3試合に出場している。
シーズンでは、2年連続で出場試合数が一桁に留まった。
2007年11月に開催された「日豪親善 野球日本代表最終強化試合」のオーストラリア代表に選出された。

### パドレス時代
2008年3月にトレードでサンディエゴ・パドレスへ移籍した。新天地での6試合目の出場となった4月20日のダイヤモンドバックス戦で、ランディ・ジョンソンから推定飛距離392フィート（約119.5メートル）のメジャー初本塁打を放った。

### ツインズ時代
2009年2月にミネソタ・ツインズとマイナー契約を結んだ。同年3月に開催された第2回WBCのオーストラリア代表に選出され、2大会連続2度目の選出となった。同大会では全3試合とも4番・左翼として先発出場、10日のキューバ戦ではペドロ・ラソから中前適時打を放った。
シーズンでは、ツインズ傘下3Aで打率.273、22本塁打、76打点を記録した。また、得点圏打率は.361と勝負強さも見せ、3Aのオールスターでは4番DHを務めた。9月にツインズでメジャーに復帰した。

### 広島時代
2009年12月8日に広島東洋カープと、契約金550万円、年俸4000万円プラス出来高払いで1年契約を結んだ。カープの監督に就任したばかりの野村謙二郎がロイヤルズ時代のメジャーキャンプで惚れ込み、獲得に至ったという。
2010年は6番・一塁で開幕スタメンに名を連ねたが、開幕から不振でチャンスの場面で結果を残せなかった。4月半ばにはスタメンから外れるようになり、同月末には一軍登録を抹消された。二軍への合流はひざ痛のために6月まで遅れたものの、直後の12日に栗原健太が離脱したことで一軍に復帰。栗原の代役として4番を務め、6月27日の中日戦で、得点圏では21打数目にして漸く初めてタイムリーを打った。だが、調子は上向かず、夏場には岩本貴裕と一塁で併用され、若い岩本が結果を出すことで徐々に相手の先発投手関係なくスタメンを外れるようになった。右の代打の層が薄いこともあってシーズンのほとんどを一軍で過ごし、チームのBクラスが決定してからも起用されたが、得点圏では48打数7安打（.148）とチャンスでの凡退が多く、シーズンを通して低調な働きに終わり、1年で解雇となった。

### ツインズ傘下時代
2010年11月20日に古巣ツインズとマイナー契約を結んだ。

### 独立リーグ時代
2011年4月18日に独立リーグであるアトランティックリーグのサマセット・パトリオッツと契約した。

### パトリオッツ退団後
2012年はオーストラリアン・ベースボールリーグのメルボルン・エイシズに所属した。
2013年3月に開催された第3回WBCのオーストラリア代表に選出され3大会連続3度目の選出となった。
2015年に現役を引退し、メルボルン・エイシズのゼネラルマネージャー(GM)に就任した。
2017年10月にベースボール・ビクトリアのGMに就任した。

## プレースタイル・人物
ヒューバーの応援歌には地方ごとにバージョンがあり、その地方の方言を織り込んだものであった。

## 詳細情報

### 年度別打撃成績
| 年 度    | 球 団    | 試 合 | 打 席 | 打 数 | 得 点 | 安 打 | 二 塁 打 | 三 塁 打 | 本 塁 打 | 塁 打 | 打 点 | 盗 塁 | 盗 塁 死 | 犠 打 | 犠 飛 | 四 球 | 敬 遠 | 死 球 | 三 振 | 併 殺 打 | 打 率 | 出 塁 率 | 長 打 率 | O P S |
| -------- | -------- | ----- | ----- | ----- | ----- | ----- | -------- | -------- | -------- | ----- | ----- | ----- | -------- | ----- | ----- | ----- | ----- | ----- | ----- | -------- | ----- | -------- | -------- | ----- |
| 2005     | KC       | 25    | 85    | 78    | 6     | 17    | 3        | 0        | 0        | 20    | 6     | 0     | 0        | 0     | 1     | 5     | 0     | 1     | 20    | 1        | .218  | .271     | .256     | .527  |
| 2006     | KC       | 5     | 11    | 10    | 1     | 2     | 1        | 0        | 0        | 3     | 1     | 1     | 0        | 0     | 0     | 1     | 0     | 0     | 4     | 0        | .200  | .273     | .300     | .573  |
| 2007     | KC       | 8     | 10    | 10    | 2     | 1     | 0        | 0        | 0        | 1     | 0     | 0     | 0        | 0     | 0     | 0     | 0     | 0     | 2     | 0        | .100  | .100     | .100     | .200  |
| 2008     | SD       | 33    | 67    | 61    | 5     | 15    | 3        | 0        | 2        | 24    | 8     | 0     | 0        | 1     | 0     | 3     | 0     | 2     | 19    | 0        | .246  | .303     | .393     | .696  |
| 2009     | MIN      | 1     | 2     | 2     | 0     | 1     | 0        | 0        | 0        | 1     | 0     | 0     | 0        | 0     | 0     | 0     | 0     | 0     | 0     | 1        | .500  | .500     | .500     | 1.000 |
| 2010     | 広島     | 80    | 209   | 177   | 20    | 39    | 7        | 0        | 7        | 67    | 17    | 0     | 0        | 0     | 0     | 25    | 0     | 7     | 42    | 6        | .220  | .340     | .379     | .718  |
| MLB：5年 | MLB：5年 | 72    | 175   | 161   | 14    | 36    | 7        | 0        | 2        | 49    | 15    | 1     | 0        | 1     | 1     | 9     | 0     | 3     | 45    | 2        | .224  | .276     | .304     | .580  |
| NPB：1年 | NPB：1年 | 80    | 209   | 177   | 20    | 39    | 7        | 0        | 7        | 67    | 17    | 0     | 0        | 0     | 0     | 25    | 0     | 7     | 42    | 6        | .220  | .340     | .379     | .718  |

### 表彰
MiLB
- オールスター・フューチャーズゲームMVP（2005年）

### 記録
MiLB
- オールスター・フューチャーズゲーム選出 1回：2005年

NPB
- 初出場・初先発出場：2010年3月26日、対中日ドラゴンズ1回戦（ナゴヤドーム）、6番・一塁手で先発出場
- 初打席・初安打：同上、2回表に吉見一起から左前安打
- 初本塁打・初打点：2010年4月6日、対東京ヤクルトスワローズ1回戦（明治神宮野球場）、2回表に中澤雅人から左越ソロ

### 背番号
- 16 （2005年）
- 7 （2006年）
- 26 （2007年）
- 30 （2007年）
- 26 （2008年）
- 11 （2010年）

### 代表歴
- 2006 ワールド・ベースボール・クラシック・オーストラリア代表
- 2009 ワールド・ベースボール・クラシック・オーストラリア代表
- 2013 ワールド・ベースボール・クラシック・オーストラリア代表